# Pipas
Pipas és un curtmetratge escrit i dirigit per Manuela Burló Moreno. Va ser estrenat l'any 2013.

## Trama
Existeix més complicitat entre dues amigues que una bossa de pipes? Dues amigues mantenen una conversa sobre la suposada infidelitat de la parella d'una d'elles mentre comparteixen una bossa de pipes, assegudes en unes escales.

## Palmarés[1]

### Premis
| Categoria             | Resultat |
| --------------------- | -------- |
| Millor curt de ficció | Nominat  |

Des de la seva estrena, el curtmetratge ha obtingut diversos premis a festivals nacionals. D'altra banda, també ha aconseguit formar part de la selecció oficial de festivals nacionals així com també de dos festivals internacionals: el Film Festival Sidney SIFF (Austràlia) i el Festival International de Cortometrajes Maipu (Argentina). També cal destacar la nominació de Pipas als Premis Goya.

## Sèrie derivada
Al maig de 2019, es va anunciar que s'havia començat el rodatge de la sèrie Por H o por B, escrita i dirigida per Manuela Burló Moreno. Aquesta està basada en el curtmetratge Pipas i les actrius Marta Martín i Sauda Benzal repeteixen els seus papers. També apareixen a la sèrie com a personatges fixos els actors Brays Efe, Itziar Castro, Javier Bódalo i Fernando Albizu. El 5 de juny de 2020 es va estrenar el tràiler de la sèrie i es va anunciar que s'estrenaria a HBO España el 22 de juliol de 2020.